# KTM 250 SX-F
La 250 SX-F est un modèle 4 temps de motocyclette du constructeur KTM.

## informations complémentaires
- Graissage Sous pression, 2 pompes Eaton
- Graissage du Moteur 1,2 l Motorex Power Synt 4T 15W50
- Transmission primaire : 22:68
- Transmission finale : 13:48
- Allumage : Kokusan digital 4K-3A
- Démarrage : kick avant 2012 , démarreur électrique après 2012
- Boucle arrière de cadre : Aluminium 7020
- Guidon : Renthal Aluminium Ø 28/22 mm
- Chaîne : à joints X 5/8 x 1/4" |
- Silencieux : Aluminium
- Garde au sol : 380